# Tim Coremans
Tim Coremans (Breda, 10 april 1991) is een Nederlands voetballer die als keeper speelt voor ADO Den Haag.

## Carrière
Tim Coremans stond als reservekeeper onder contract bij NAC Breda, SC Cambuur en ADO Den Haag. Bij zowel NAC Breda als bij SC Cambuur kwam hij niet in actie. Voor ADO Den Haag speelde hij één keer, op 16 december 2017 verving hij in de 43e minuut Robert Zwinkels in de uitwedstrijd tegen PSV. In het seizoen 2016/17 werd hij door ADO aan FC Dordrecht verhuurd, waar hij op 5 augustus 2016 zijn debuut maakte. Dit gebeurde in de thuiswedstrijd tegen FC Oss, die in 1-1 eindigde.
Coremans speelt vanaf het het seizoen 2018/19 bij Sparta Rotterdam hij maakte zijn debuut voor Sparta op 5 oktober 2018 toen hij tijden de uitwedstrijd tegen Go Ahead Eagles in de 42e minuut Roy Kortsmit verving. Coremans speelde dit seizoen negen competitiewedstrijden voor Sparta. tijdens de play-offs om promotie werd gewonnen van TOP Oss en De Graafschap waardoor Sparta promoveerde naar de Eredivisie. Coremans speelde alle vier de wedstrijden tijdens de play-offs, ondanks dat op de dag van de laatste wedstrijd tegen De Graafschap zijn zoon geboren werd. In de Eredivisie begon hij als eerste keeper, maar na een rode kaart tegen FC Groningen raakte hij zijn basisplaats kwijt aan Ariel Harush. Ook hierna bleef Coremans reservekeeper: Achter Maduka Okoye en Nick Olij. In 2023 werd zijn aflopende contract niet verlengd.
Lang zat Coremans niet zonder club, hij tekende op 28 september 2023 een contract tot het eind van het seizoen bij ADO Den Haag nadat de eerste doelman Hugo Wentges geblesseerd raakte en tot het eind van het seizoen uitgeschakeld was.

## Clubstatistieken
| Seizoen                   | Club             | Land           | Competitie     | Competitie | Competitie | Beker | Beker | Play-offs | Play-offs | Totaal | Totaal |
| Seizoen                   | Club             | Land           | Competitie     | Wed.       | Dlp.       | Wed.  | Dlp.  | Wed.      | Dlp.      | Wed.   | Dlp.   |
| ------------------------- | ---------------- | -------------- | -------------- | ---------- | ---------- | ----- | ----- | --------- | --------- | ------ | ------ |
| 2009/10                   | NAC Breda        | Nederland      | Eredivisie     | 0          | 0          | 0     | 0     | —         | —         | 0      | 0      |
| 2010/11                   | NAC Breda        | Nederland      | Eredivisie     | 0          | 0          | 0     | 0     | —         | —         | 0      | 0      |
| 2011/12                   | NAC Breda        | Nederland      | Eredivisie     | 0          | 0          | 0     | 0     | —         | —         | 0      | 0      |
| 2012/13                   | NAC Breda        | Nederland      | Eredivisie     | 0          | 0          | 0     | 0     | —         | —         | 0      | 0      |
| 2013/14                   | SC Cambuur       | Nederland      | Eredivisie     | 0          | 0          | 0     | 0     | —         | —         | 0      | 0      |
| 2014/15                   | ADO Den Haag     | Nederland      | Eredivisie     | 0          | 0          | 0     | 0     | —         | —         | 0      | 0      |
| 2015/16                   | ADO Den Haag     | Nederland      | Eredivisie     | 0          | 0          | 0     | 0     | —         | —         | 0      | 0      |
| 2016/17                   | → FC Dordrecht   | Nederland      | Eerste divisie | 37         | 0          | 0     | 0     | —         | —         | 37     | 0      |
| 2017/18                   | ADO Den Haag     | Nederland      | Eredivisie     | 1          | 0          | 0     | 0     | 0         | 0         | 1      | 0      |
| 2018/19                   | Sparta Rotterdam | Nederland      | Eerste divisie | 9          | 0          | 0     | 0     | 4         | 0         | 13     | 0      |
| 2019/20                   | Sparta Rotterdam | Nederland      | Eredivisie     | 10         | 0          | 1     | 0     | —         | —         | 11     | 0      |
| 2020/21                   | Sparta Rotterdam | Nederland      | Eredivisie     | 0          | 0          | 0     | 0     | 0         | 0         | 0      | 0      |
| 2021/22                   | Sparta Rotterdam | Nederland      | Eredivisie     | 3          | 0          | 1     | 0     | —         | —         | 4      | 0      |
| 2022/23                   | Sparta Rotterdam | Nederland      | Eredivisie     | 0          | 0          | 0     | 0     | 0         | 0         | 0      | 0      |
| 2023/24                   | ADO Den Haag     | Nederland      | Eerste divisie | 5          | 0          | 1     | 0     | 0         | 0         | 6      | 0      |
| Carrièretotaal            | Carrièretotaal   | Carrièretotaal | Carrièretotaal | 65         | 0          | 3     | 0     | 4         | 0         | 74     | 0      |
| Bijgewerkt op 11 mei 2024 |                  |                |                |            |            |       |       |           |           |        |        |